# 从地球到月球 (电视短剧)
《从地球到月球》（英語：From the Earth to the Moon）是美国HBO公司制作的十二集电视短剧，由朗·霍华德（Ron Howard）、布赖恩·格雷泽（Brian Grazer）、汤姆·汉克斯（Tom Hanks）和迈克尔·博斯蒂克（Michael Bostick）制片。本剧讲述了上世纪60年代至70年代初美国国家航空航天局的阿波罗计划，以其高度的真实性和出色的特技而广受好评。
《从地球到月球》每集约60分钟，根据真人真事改编并借鉴了安德鲁·蔡金（Andrew Chaikin）1994年所著《站在月球上的人》（A Man on the Moon）一书内容。本剧描写了登月——这一堪称是二十世纪人类最重要的科学活动——中所发生的一系列故事，真实地再现了历史上最伟大的探险壮举中的诸多感人片断。
为了能如实地将美国的登月计划在荧屏上重现，本剧中每项涉及天文与航天科学的技术性细节都是完全依照史实并经得起推敲的，拍摄过程不仅得到了美国政府和美国国家航空航天局的大力协助，而且很多装备和场景都是本剧的执行监制汤姆·汉克斯主演的奥斯卡提名影片《阿波罗13号》中的道具。包括大卫·斯科特在内的许多宇航员都在拍摄过程中提供了第一手的资料。
本剧主要描述了阿波罗计划，编剧也特意使相关情节不与已经拍过的类似题材电影重复。1983年的电影《征空先锋》（The Right Stuff）详细介绍了水星计划，本剧只是一带而过，介绍了历史上第一次载人任务；制片人汉克斯、霍华德和格雷泽之前还拍过《阿波罗13号》，在本剧中也特意从描述报道任务的新闻工作者任务期间的大喜大悲着手，而不是电影中侧重的指挥中心和宇航员。
本剧于1998年4月至5月期间首播，并获得了1998年度的包括最佳电视短剧奖在内的十七项艾美奖。
《从地球到月球》各集都是独立编写并被不同的导演制导的，使每集都有不同的主题和风格。全剧集中了众多著名导演和编剧。汤姆·汉克斯本人导演了第一集；导演了《兄弟连》第七、九集以及《色慾都市》的大卫·弗兰克（大衛·法蘭科）导演了第二、四、八集；监制过《天茧》、《火龙帝国》的莉莉·扎努克（Lili Fini Zanuck）导演了第三集；撰写过《生死时速》、《断箭》、《夺金暴潮》、《火星任务》等剧本的格雷厄姆·约斯特导演了第五集；导演过《刚果惊魂》、《天劫余生》，监制了《灵异象限》的弗兰克·马歇尔导演了第六集；导演了《二见钟情》、《不一样的本能》、《本能反应》的乔恩·图泰尔泰博（強·托特陶）导演了第七集；导演了《惊唇劫》、《沉默生机》的加里·弗雷德导演了第九集；导演了《福尔摩斯探案集》、《星舰迷航第七集》的大卫·卡森导演了第十集；导演了《U-571》和《终结者3/T3》的简纳森·莫斯陶导演了第十二集。

## 剧情简介

第六集中尼尔·阿姆斯特朗迈出“人类的一大步”

1. “我们能做到吗？”描述了苏联宇航员尤里·加加林1961年成为进入太空的第一人后，美国总统约翰·肯尼迪宣布美国将在1970年之前率先登月的决定，阿波罗计划的启动，最初两批宇航员的挑选，以及阿波罗计划之前的水星计划和双子星座计划。
2. “阿波罗1号”叙述了并未发射的阿波罗1号的大火导致的灾难，其他宇航员及其家属的悲伤，以及后来的调查、反思、总结的故事。
3. “我们已飞离塔台”讲述了航空航天局对阿波罗1号灾难的反思以及阿波罗7号的准备，对可能出现危险的求生演练以及成功发射的过程。本集以电视台摄制组为阿波罗7号成员以及其他参与任务的地勤人员拍摄记录片为主要内容。
4. “1968年”对1968年混乱不堪的世界格局进行了回顾，以首次环绕月球飞行并圆满完成任务的阿波罗8号的故事结尾。
5. “蜘蛛”再现了登月舱长达7年的研制过程，制造商面临的各种困难以及登月舱最初的使用——阿波罗9号和阿波罗10号任务。
6. “静海”描述了阿波罗11号首次登月的故事并从各个角度展现了此次任务在历史上的重要性。
7. “也就这么多”以登月舱驾驶员艾伦·宾自述的形式，讲述了阿波罗12号登月，以及3位宇航员在生活中成为亲密无间的朋友的故事。
8. “插播新闻”以电视播音员的角度描写了阿波罗13号突然发生的爆炸，电视台对紧急情况的应对，社会各界对任务的关注，以及阿波罗13号作为一次“成功的失败”对整个阿波罗计划的影响。
9. “很远很远”以艾伦·谢泼德治疗耳疾，重新开始宇航员生活并最终执行阿波罗14号任务，成功登月为主线。
10. “伽利略是对的”：阿波罗计划中地质学家们的工作，以及阿波罗15号的宇航员如何被训练成能够准确描述月表情况的地质学专家的故事。
11. “夫人俱乐部”以阿波罗16号任务为框架，从众多宇航员的妻子们默默在家承受丈夫面临的巨大危险的角度叙述了美国早期航天任务的艰辛。
12. “月球旅行记”讲述了阿波罗17号为整个计划画上圆满句号的故事，以及20世纪初法国电影人乔治·梅里爱以儒勒·凡尔纳的科幻小说《从地球到月球》为蓝本拍摄的电影月球旅行记的故事。